# Német Henrik

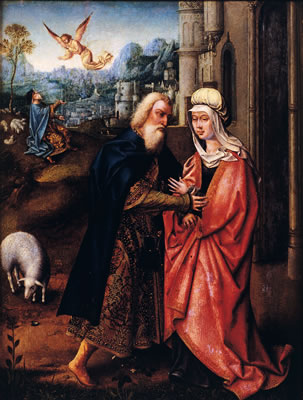
Szent Joachim és szent Anna képmása Funchalban, az Egyházművészeti Múzeumban

Német Henrik (portugálul Henrique Alemao) Madeira történetének egy ismeretlen okból neves szereplője; emlékét jóformán csak a szájhagyomány őrzi. Állítólag João Zarco jó barátja volt. Erre utal az is, hogy síremléke Funchalban a Quinta das Cruzesben, Zarco egykori rezidenciájában áll – a hagyomány szerint Madalena do Mar templomából hozták ide. Hasonképpen Madalena do Marból származik a funchali Egyházművészeti Múzeumnak az a Szent Joachimot és Szent Annát ábrázoló táblaképe is, amin a szentek – megintcsak állítólag – Német Henrik és feleségének arcvonásait viselik.
Úgy vélik, hogy valójában nem német volt, hanem egy lengyel herceg, aki a szigeten birtokot kapott Zarcótól. A birtokon nemcsak cukornádültetvényt alakított ki, hanem kápolnát is emelt Mária Magdaléna tiszteletére – erről kapta nevét Madalena do Mar település.
A legenda végképp ellenőrizetlen változata szerint Német Henrik valójában a várnai csatát csodával határos módon túlélt, utána a Szentföldre zarándokolt, majd végül Madeirán letelepült I. Ulászló magyar (III. Ulászló lengyel) király. Az 1450-es évek végén két, Madeirára látogató lengyel szerzetes felismerni vélte az egykori uralkodót, aki elmondta nekik, hogy belefáradt a török elleni harcokba, és 1454-ben önkéntes száműzetésre utazott a szigetre.
Úgy hírlik, hogy Leopold Kielanowsky lengyel régész a legenda ellenőrzésére 1980-ban ásatott Madalena do Mar közelében, és egy építmény maradványai között állítólag rálelt Ulászló személyes használati tárgyaira – nem sokkal ezután azonban meghalt, így eredményei publikálatlanok maradtak.